# Paratettix spicuvertex
Paratettix spicuvertex är en insektsart som först beskrevs av Zheng, Z. 1998.  Paratettix spicuvertex ingår i släktet Paratettix och familjen torngräshoppor. Inga underarter finns listade i Catalogue of Life.